# FF Aquilae
Désignations
FF Aquilae (en abrégé FF Aql) est une étoile variable céphéide classique située dans la constellation de l'Aigle. Sa magnitude apparente varie entre 5,18 et 5,51 sur une période de 4,470848 jours, signifiant qu'elle est faiblement visible à l'œil nu dans des conditions rurales ou sub-urbaines. Originellement appelée HR 7165, sa variabilité fut remarquée par Charles Morse Huffer en août 1927, qui nota son comportement de Céphéide. Elle reçut alors la désignation d'étoile variable FF Aquilae. L'analyse de sa luminosité sur 122 ans montre que sa période s'accroît de 0,072 ± 0,011 secondes par an.
Classée comme supergéante jaune, FF Aql pulse avec des température, diamètre et luminosité variables. Sa distance est estimée à 1350 ± 46 années-lumière (413 ± 14 parsecs) (par extrapolation à partir de son diamètre angulaire et de son rayon estimé).
FF Aql est un possible système d'étoiles quadruple. L'analyse de son spectre montre que c'est un système binaire spectroscopique dont le compagnon le plus faible serait une étoile de la séquence principale de type spectral A9V à F3V, orbitant en 3,92 ans. Une troisième étoile, révélée par interférométrie des tavelures, est très probablement une étoile plus froide qui a évolué hors de la séquence principale. Une quatrième étoile, de magnitude 11,4 et située à 6 secondes d'arc de distance, n'est sans doute pas membre du système,.